# Torneo Internazionale Città di Treviso 1984
Il Torneo Internazionale Città di Treviso 1984 è stato un torneo di tennis giocato sul sintetico indoor. È stata la 1ª edizione del Torneo Internazionale Città di Treviso, che fa parte del Volvo Grand Prix 1984. Si è giocato a Treviso in Italia dal 12 al 18 novembre 1984.

## Campioni

### Singolare maschile
Vitas Gerulaitis ha battuto in finale  Tarik Benhabiles con il punteggio di 6–1, 6–1

### Doppio maschile
Pavel Složil /  Tim Wilkison hanno battuto in finale  Jan Gunnarsson /  Sherwood Stewart con il punteggio di 6–2, 6–3